# Caurel, Marne
Caurel är en kommun i departementet Marne i regionen Grand Est (tidigare regionen Champagne-Ardenne) i nordöstra Frankrike. Kommunen ligger i kantonen Bourgogne som tillhör arrondissementet Reims. År 2022 hade Caurel 696 invånare.

## Befolkningsutveckling
Antalet invånare i kommunen Caurel
| Referens: INSEE |